# Wahlen 1859
◄◄ | ◄ | 1855 | 1856 | 1857 | 1858 | Wahlen 1859 | 1860 | 1861 | 1862 | 1863 | ► | ►►

Weitere Ereignisse
Die Liste der Wahlen 1859 umfasst Parlamentswahlen, Präsidentschaftswahlen, Referenden und sonstige Abstimmungen auf nationaler und subnationaler Ebene, die im Jahr 1859 weltweit abgehalten wurden.
Das damalige Wahlrecht entsprach typischerweise nicht den Wahlrechtsgrundsätzen der direkten, geheimen und gleichen Wahl. Zeittypisch waren oft nur kleine Teile der Bevölkerung wahlberechtigt, ein Frauenwahlrecht war nicht gegeben.

## Termine
| Land                   | Datum                 | Link zur Wahl 1859              | Link zur letzten Wahl | Bemerkung |
| ---------------------- | --------------------- | ------------------------------- | --------------------- | --------- |
| Vereinigtes Königreich | 28. April bis 18. Mai | Britische Unterhauswahl         | 1857                  |           |
| Liberia                | Mai                   | Präsidentschaftswahl in Liberia | 1857                  |           |
| Liberia                | Mai                   | Parlamentswahl in Liberia       | 1857                  |           |